# Mattia de Nazarei
Mattia de Nazarei, O.S.C. (1. března 1253, Matelica – 28. prosince 1319, Matelica) byla italská řeholnice řádu Chudých sester svaté Kláry. Katolická církev ji uctívá jako blahoslavenou.

## Život
Narodila se 1. března 1253 v Matelice jako dcera hraběte Gualtiera Nazarei a hraběnky Sibilly.
Dávala přednost prostému životu a odmítala veškerou okázalost dvorského života, která demonstrovala to, co považovala za nadměrné bohatství.
Když jí bylo osmnáct let, její rodiče domluvili sňatek. Když se o tom Mattia dozvěděla, rozhodla se utéct do kláštera Santa Maria Maddalena v jejím rodném městě. Tam se stala benediktinkou a řeholní sliby složila 10. srpna 1271. Její otec se s touto skutečností později smířil a dovolil jí v klášteře zůstat.
Od roku 1279 byla 40 let abatyší tohoto kláštera. Klášter později přijal řeholi klarisek.
Zemřela 28. prosince 1319 v Matelice.
Její tělo bylo později uloženo poblíž hlavního oltáře kaple kláštera. Roku 1536 bylo tělo exhumováno a nalezeno neporušené a byl na něm vidět pot. Roku 1756 bylo za účelem opravy kaple tělo znovu exhumováno a nalezeno bez známek rozkladu.

## Proces svatořečení
Získala pověst svatosti. Dne 27. července 1765 uznal papež Klement XIII. její kult a získala titul blahoslavená.
Její proces svatořečení byl znovu otevřen a 15. října 2008 došlo k uzavření procesu na diecézní úrovni. Dne 31. května 2010 byl proces ratifikován.
Dne 14. listopadu 2014 došlo k ratifikaci vyšetřování zázraku na její přímluvu.
Její svátek se slaví 28. prosince.